# Rhaebo haematiticus
Rhaebo haematiticus es una especie de anfibio anuro de la familia Bufonidae.

## Distribución geográfica
Esta especie habita entre los 20 y 1300 m de altitud:
- en el este de Honduras;
- en el este de Nicaragua;
- en Costa Rica;
- en Panamá
- en Colombia, en la vertiente occidental de la Cordillera Occidental y en el lado este de la Cordillera Central;
- en el noreste de Ecuador;
- en Venezuela en la serranía de perijá.[4]

## Descripción
Los machos miden de 42 a 62 mm y las hembras de 50 a 80 mm.

## Publicación original
- Cope, 1862 : Catalogues of the Reptiles Obtained during the Explorations of the Parana, Paraguay, Vermejo and Uraguay Rivers, by Capt. Thos. J. Page, U. S. N.; And of Those Procured by Lieut. N. Michler, U. S. Top. Eng., Commander of the Expedition Conducting the Survey of the Atrato River. Proceedings of the Academy of Natural Sciences of Philadelphia, vol. 14, p. 346-359+594[5]